# Visible Faith
I Visible Faith, noti anche come Ken Hensley and Visible Faith o Free Spirit sono stati un gruppo britannico fondato nel 1993 come progetto da Ken Hensley, ex tastierista degli Uriah Heep.
Come spiegato dallo stesso Hensley, il nome del gruppo deriva dal fatto che, secondo lo stesso fondatore, la fede cristiana deve essere visibile per essere reale.

## Storia
Nel corso della carriera il gruppo ha reinciso diversi brani di altri gruppi musicali, tra cui King Crimson, Asia, Blackfoot e gli stessi Uriah Heep. L'esordio discografico avviene nel 1994, con l'album From Time to Time, che ottiene un discreto successo.
Nel 1996 si unisce al gruppo come chitarrista John Wetton, già componente degli Asia, con cui viene pubblicato il secondo album, A Glimpse of Glory.
Negli anni 2000 il gruppo pubblica altri due album, Running Blind e The Last Dance; è del 2002 il live One Way or Another, contenente vecchi brani degli Uriah Heep e degli Asia, realizzato con la stessa formazione, sebbene sia stato pubblicato ufficialmente sotto il nome Wetton/Hensley. Nel 2005 la formazione si scioglie, a causa del rientro di Wetton negli Asia.
Nel 2009 gli ultimi due album del gruppo sono stati ristampati ma accreditati al solo Hensley.

## Formazione

### Ultima
- Dave Kilminster, voce, chitarra
- Ken Hensley, tastiere
- Martin Orford, chitarra
- Andy Pyle, basso
- Lee Kerslake, batteria

### Membri precedenti
- John Jowitt, basso
- John Wetton, voce, chitarra

## Discografia
- 1994 - From Time to Time
- 1999 - A Glimpse of Glory
- 2002 - Running Blind
- 2004 - The Last Dance